# Бризкало
Бризкало (рос. брызгало, англ. splasher, нім. Sprühgerät) -
1. Пристрій для зрошення або ополіскування водою вугілля в розпушеному шарі при його транспортуванні і грохотінні з метою відмивання вугільного дріб'язку або частинок обважнювача.
2. Пристрій для розпилення води з метою пригнічення пилу на перепадах технологічних потоків сипкого матеріалу (пересипах) або в системах очищення відпрацьованих димових газів чи технологічного повітря пневматичних збагачувальних установок. За способом дії розрізняють Б. зливні, струменеві, дощові, факельні (форсункові).